# Rhadicoleptus alpestris
Rhadicoleptus alpestris är en nattsländeart som först beskrevs av Friedrich Anton Kolenati 1848.  Rhadicoleptus alpestris ingår i släktet Rhadicoleptus och familjen husmasknattsländor. Arten är reproducerande i Sverige.

## Underarter
Arten delas in i följande underarter:
- R. a. macedonicus
- R. a. meridiocarpaticus
- R. a. sylvanocarpaticus